# Cleveland Rams 1944
La stagione 1944 dei Cleveland Rams è stata l'ottava della franchigia nella National Football League, la nona complessiva. I Rams non disputarono la stagione 1943 a causa della scarsità di giocatori dovuta alla seconda guerra mondiale.

## Scelte nel Draft 1944

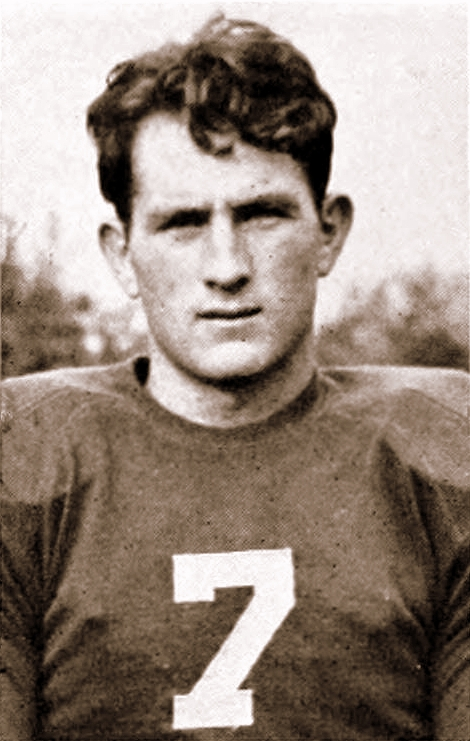
I Rams scelsero l'Hall of Famer Bob Waterfield nel quinto giro del draft 1944

| Scelte dei Rams nel Draft 1944 |                    |           |       |                 |
| Giro                           | Scelta             | Giocatore | Ruolo | College         |
| 1                              | Tony Butkovich     | 11        | B     | Illinois        |
| 3                              | Gil Bouley         | 26        | T     | Boston Col.     |
| 5                              | Bob Waterfield HOF | 42        | QB    | UCLA            |
| 6                              | Al Akins           | 53        | HB    | Washington St.  |
| 7                              | George Cheverko    | 64        | B     | Fordham         |
| 8                              | Stan Stasica       | 75        | HB    | Illinois        |
| 9                              | Fred Boensch       | 86        | G     | Stanford        |
| 10                             | Bob Shaw           | 97        | E     | Ohio St.        |
| 11                             | Joe Andrejco       | 108       | B     | Fordham         |
| 12                             | Pat Filley         | 119       | G     | Notre Dame      |
| 13                             | Bob Erickson       | 130       | B     | Washington      |
| 14                             | Mel Maceau         | 141       | C     | Marquette       |
| 15                             | Frank Hubbell      | 152       | E     | Tennessee       |
| 16                             | John Aguirre       | 163       | T     | USC             |
| 17                             | Aubrey Clayton     | 174       | B     | Auburn          |
| 18                             | Ziggy Zamlynski    | 185       | B     | Villanova       |
| 19                             | Bob McBride        | 196       | G     | Notre Dame      |
| 20                             | Joe Yackanich      | 207       | G     | Fordham         |
| 21                             | John Creevey       | 218       | B     | Notre Dame      |
| 22                             | David Paul Jones   | 229       | B     | Arkansas        |
| 23                             | Jim Pharr          | 240       | C     | Auburn          |
| 24                             | Joe Warlick        | 251       | B     | Mississippi St. |
| 25                             | Bert Gianelli      | 262       | G     | Santa Clara     |
| 26                             | Charley Kuhn       | 273       | B     | Kentucky        |
| 27                             | Jim Smith          | 284       | T     | Colorado        |
| 28                             | Ray Donelli        | 295       | B     | Duquesne        |
| 29                             | John Hughes        | 306       | E     | Mississippi St. |
| 30                             | Dick McPhee        | 317       | B     | Georgia         |
| 31                             | Jim McLeod         | 323       | E     | LSU             |
| 32                             | Stan Kudlacz       | 329       | C     | Notre Dame      |

## Calendario
| Stagione regolare |                        |           |
| Turno             | Avversario             | Risultato |
| 1                 | at Card-Pitt           | V 30–28   |
| 2                 | Chicago Bears          | V 19–7    |
| 3                 | at Detroit Lions       | V 20–17   |
| 4                 | at Green Bay Packers   | S 30–21   |
| 5                 | at Chicago Bears       | S 28–21   |
| 6                 | at Washington Redskins | S 14–10   |
| 7                 | Green Bay Packers      | S 42–7    |
| 8                 | at Card-Pitt           | V 33–6    |
| 9                 | Detroit Lions          | S 26–14   |
| 10                | at Philadelphia Eagles | S 26–13   |

## Classifiche
| NFL Western Division |   |    |   |      |       |     |     |     |
|                      | V | S  | P | %    | DIV   | PF  | PS  | STR |
| Green Bay Packers    | 8 | 2  | 0 | .800 | 7–1   | 238 | 141 | V1  |
| Chicago Bears        | 6 | 3  | 1 | .667 | 4–3–1 | 258 | 172 | V2  |
| Detroit Lions        | 6 | 3  | 1 | .667 | 4–3–1 | 216 | 151 | V4  |
| Cleveland Rams       | 4 | 6  | 0 | .400 | 4–4   | 188 | 224 | S2  |
| Card-Pitt            | 0 | 10 | 0 | .000 | 0–8   | 108 | 328 | S10 |

Nota: I pareggi non venivano conteggiati ai fini della classifica fino al 1972.